# Långtjärnen (Hällesjö socken, Jämtland, 697888-151764)
Långtjärnen är en sjö i Bräcke kommun i Jämtland och ingår i Ljungans huvudavrinningsområde.